# Gerard McSorley
Pour les articles homonymes, voir McSorley.
Gerard McSorley, né en 1950 à Omagh, est un acteur irlandais. Il est connu pour son rôle du personnage de Cheltham décapité par William Wallace dans le film Braveheart lors de la bataille de Stirling.

## Biographie
Gerard McSorley est associé au Focus Theatre de Dublin.

## Filmographie
- 1982 : Angel de Neil Jordan : l'assistant
- 1993 : Au nom du père : Détective Pavis
- 1995 : Braveheart : Cheltham
- 1996 : Michael Collins : Cathal Brugha
- 1996 : Some Mother's Son de Terry George
- 1997 : The Boxer : Harry
- 1997 : Le Baiser du serpent (The Serpent's Kiss) de Philippe Rousselot : Mr. Galmoy
- 2002 : Bloody Sunday : Chief Supt. Lagan
- 2003 : Veronica Guerin : John Gilligan
- 2004 : Omagh : Michael Gallagher
- 2005 : The Constant Gardener : (VF : Patrick Floersheim) : Sir Kenneth « Kenny » Curtiss
- 2009 : Les Tudors (série TV) : Robert Aske
- 2010 : Robin des Bois : Baron Fitzrobert
- 2011 : Cheval de Guerre : Market Auctioneer